# Ludwig von Falkenhausen
Ludwig Alexander Friedrich August Philipp Freiherr von Falkenhausen (Guben, 13. rujna 1844. -  Görlitz, 4. svibnja 1936.) je bio njemački general i vojni zapovjednik. Tijekom Prvog svjetskog rata zapovijedao je s 6. armijom, te je bio guverner Belgije.

## Vojna karijera
Ludwig von Falkenhausen rođen je 13. rujna 1844. u Gubenu u pruskoj vojničkoj obitelji od oca generala Alexandera von Falkenhausena i majke Katharine von Rouanet. Falkenhausen je najprije pohađao privatnu školu u Berlinu da bi u svibnju 1856. počeo kao kadet pohađati vojnu školu u Potsdamu. Sudjelovao je u Austrijsko-pruskom ratu, te s činom poručnika i u Prusko-francuskom ratu. Nakon Prusko-francuskog rata služio je kao stožerni časnik u raznim jednicama na razini divizije i korpusa, da bi u veljači 1887. bio premještan u Glavni stožer u Berlinu. Te iste godine postao je načelnikom stožera prestižnog Gardijskog korpusa. 
Od 1895. godine Fakenhausen je član Donjeg doma njemačkog parlamenta (Bundesrata). Čin pukovnika dostigao je 1889. godine, general bojnikom je postao 1892. godine, dok je 1896. godine promaknut u čin general poručnika. U siječnju 1897. postao je zapovjednikom 2. gardijske pješačke divizije, da bi u ožujku 1899. dobio zapovjedništvo nad XII. korpusom smještanim u Stuttgartu. Falkenhausen je u rujnu 1900. unaprijeđen u generala pješaštva, da bi 1902. godine otišao u mirovinu u kojoj se nastavio baviti vojnim pitanjima i vojnom teorijom.

## Prvi svjetski rat
Početkom Prvog svjetskog rata Fakkenhausen je reaktiviran, te mu je dodijeljeno zapovjedništvo nad Ersatzkim korpusom koji se se nalazio u sastavu 6. armije kojom je zapovijedao bavarski princ Rupprecht. Zapovijedajući navedenim korpusom Falkenhausen je sudjelovao u borbama oko Nancyja i u Loreni. U rujnu 1914. Falkenhausen je postao zapovjednikom Armijskog odjela A koji držao položaje na bojištu u Loreni. U prosincu 1914. promaknut je u general pukovnika, te je za zapovijedanje na bojištu u Loreni 23. kolovoza 1915. odlikovan ordenom Pour le Mérite.
U travnju 1916. Falkenhausen dolazi na čelo Zapovjedništva obalne obrane kojim je zapovijedao nekoliko mjeseci. U kolovozu 1916. Falkenhausen postaje zapovjednikom 6. armije zamijenivši na tom mjestu bavarskog princa Rupprechta koji je pak postao zapovjednikom grupe armija nazvane njegovim imenom. Zapovijedajući 6. armijom Falkenhausen je sudjelovao u borbama koje su se vodile u Flandriji i Artoisu. U Bitci kod Arrasa Falkenhausen je propustio provesti novu njemačku taktiku obrane, te ga je nakon toga na zapovjedništvu 6. armije zamijenio Otto von Below.
U travnju 1917. Falkenhausen je na mjestu guvernera Belgije zamijenio Moritza von Bissinga. Na mjestu guvernera Belgije Falkenhausen je dočekao i kraj rata.

## Poslije rata
Nakon završetka rata Falkenhausen se ponovno umirovio. Preminuo je u Görlitzu 4. svibnja 1936. godine u 92. godini života. Pokopan je na berlinskom groblju Invalidenfriedhof.

## Vanjske poveznice
(eng.) Ludwig von Falkenhausen na stranici Prussianmachine.com

(rus.) Ludwig von Falkenhausen na stranici Hrono.ru

(njem.) Ludwig von Falkenhausen na stranici Deutschland14-18.de  Arhivirana inačica izvorne stranice od 2. travnja 2016. (Wayback Machine)
| Prethodnik: | Zapovjednik Armijskog odjela A Ludwig von Falkenhausen | Nasljednik:        |
| nitko       | Zapovjednik Armijskog odjela A Ludwig von Falkenhausen | Karl Ludwig d'Elsa |

| Prethodnik: | Zapovjednik obalne obrane Ludwig von Falkenhausen | Nasljednik:          |
| nitko       | Zapovjednik obalne obrane Ludwig von Falkenhausen | Josias von Heeringen |

| Prethodnik:        | Zapovjednik 6. armije Ludwig von Falkenhausen | Nasljednik:    |
| Rupprecht Bavarski | Zapovjednik 6. armije Ludwig von Falkenhausen | Otto von Below |